# (9511) Klingsor
Pour les articles homonymes, voir Klingsor.
(9511) Klingsor est un astéroïde de la ceinture principale.

## Description
(9511) Klingsor est un astéroïde de la ceinture principale. Il fut découvert le 16 octobre 1977 à l'Observatoire Palomar par Cornelis Johannes van Houten, Ingrid van Houten-Groeneveld et Tom Gehrels. Il présente une orbite caractérisée par un demi-grand axe de 2,77 UA, une excentricité de 0,14 et une inclinaison de 10,4° par rapport à l'écliptique.
L'astéroïde est nommé en référence au personnage de Klingsor, sorcier dans l'opéra Parsifal de Richard Wagner.

## Compléments